# Bittiolum alternatum
Bittiolum alternatum là một loài ốc biển, là động vật thân mềm chân bụng sống ở biển thuộc họ Cerithiidae.

## Miêu tả
Chiều dài vỏ lớn nhất được ghi lại là 8.3 mm.

## Môi trường sống
Độ sâu lớn nhất được ghi lại là 0 m. Độ sâu lớn nhất ghi nhận được là 37 m.